# 白涧行宫
白涧行宫，位于天津市蓟县白涧镇白涧村，是清朝所建的皇家行宫。

## 简介
白涧行宫位于蓟县城以西20公里的白涧村、香花庵西边。白涧行宫始建于清朝乾隆十八年（1753年），是皇帝谒东陵时入蓟州辖境的第一站。
为皇帝谒东陵时驻跸之所。《畿辅通志》卷十五记载，清朝皇帝、后妃谒东陵时，自北京紫禁城出发后，“沿途以驻跸行宫之所凡四”，即烟郊行宫、白涧行宫、桃花寺行宫、隆福寺行宫。隆福寺行宫是到东陵之前的最后一处行宫，也是谒陵毕后还京的第一处行宫。
清朝末年至中华民国年间，白涧行宫逐渐废圯。现存建筑基址。